# Fertőszéplak
Fertőszéplak (németül: Schlippach am See) község Győr-Moson-Sopron vármegyében, a Soproni járásban.

## Fekvése
A Kisalföld és az Alpokalja találkozásánál, a Fertő tótól délre, az Ikva-síkon található. Felszíne változatos: keletre a Kisalföld feltöltött síksága, nyugatra az Alpokalja, északra a Fertő lapálya határolja. Éghajlata szélsőséges: a nyár meleg, a tél hideg, gyakori az északi–északnyugati szél. Az évi csapadék kb. 600 mm. Helyi sajátosság a Fertő vízének tükröző hatása okozta magas hőmérséklet, a zöldség- és szőlőtermelést jótékonyan befolyásoló sugárzás. Mára a tó kb. 6 km-nyit húzódott vissza, helyét nádas borítja.
A falu területe 1993 óta a Fertő–Hanság Nemzeti Park része; északra eső szikes rétjein védett növények és állatok élnek. A környék csendes, levegője tiszta, a kiépített kerékpárút sok bel- és külföldi látogatót vonz.

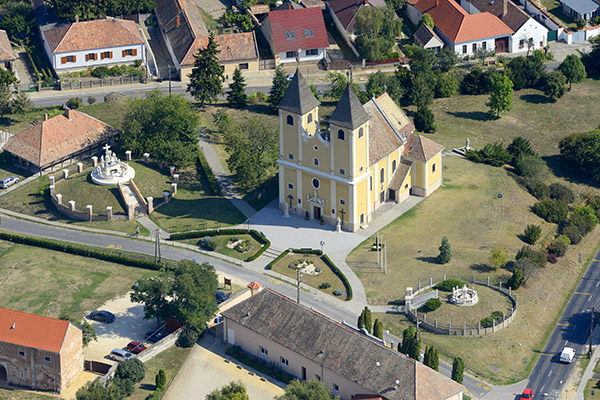
A katolikus templom és a kálvária légi felvételen, Fertőszéplak

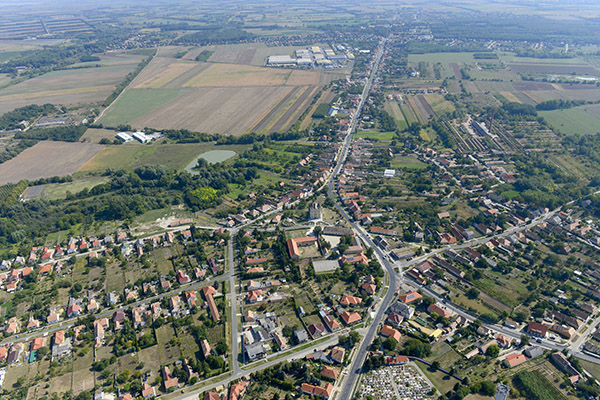
Fertőszéplak látképe a levegőből

### Megközelítése
A község déli határszélén halad el a Győrt Sopronnal összekötő 85-ös főút, ez a legfontosabb közúti megközelítési útvonala. Lakott területeit azonban a főút elkerüli, oda csak egy bő három kilométeres letéréssel, a 8522-es útra leágazva lehet eljutni. Másik lehetséges megközelítési útvonala a Fertőd térségétől Sopronig vezető, a tó menti falvakat összekötő  8518-as út, mely kelet-nyugati irányban szeli át a központját. Közigazgatási határszélét egy rövid szakaszon érinti még a 8521-es út is.
A legközelebbi osztrák határátkelő bő 10 kilométernyi távolságban érhető el Pomogy (Pamhagen) irányában, Fertődig a 8518-as, majd a 8531-es úton.
A hazai vasútvonalak közül a Győr–Sopron-vasútvonal és a Fertővidéki Helyiérdekű Vasút is érinti, de megállási pontja csak ez utóbbinak van itt; a Fertőddel közös Fertőszéplak-Fertőd megállóhely a község keleti határszéle mellett helyezkedik el, bár fizikailag már épp fertődi területen. A soproni vonalon a legközelebbi vasúti csatlakozási lehetőség Fertőszentmiklós vasútállomás, bő 4,5 kilométerre.

## Nevének eredete
Az első legrégibb oklevelet, amely a falut Siplak néven említi 1250. február 16-án állították ki.

## Története
Széplak ősidők óta lakott hely. Bella Lajos régész a Lóránt-dombon korai vaskori települést tárt fel 1892-ben. Római kori emlék a plébánia falába beépített sírkő, egy emberi fő domborműves alakjával.
Széplak (Síplak) már korán jelentős hely volt, ezt bizonyítja egy 1250 körüli oklevél, ekkor az Osl-család birtoka. 1269-ben IV. Béla Hegykőre helyeztette át az emberemlékezet óta tartott hetivásárát.
A jobbágyok a 12-14. században gabonát termesztettek, állatot tenyésztettek, szőlőt és gyümölcsöt termesztettek, és jelentős volt a halászat is.
A XIII-XIV. században földesúri vámszedőhelyként tartották nyilván Széplakot.
Egy 1359-es oklevél fürdőházról tesz említést. A 15. században a falu több birtokos tulajdona, például Zsigmond királyé is, aki jogait 1430-ban a lózsi nemeseknek adományozta. A falu később az enyingi Török-családé, majd a Nádasdyaké lett. Mindkét család protestáns, így a falu népe is áttért az új hitre. Nádasdy lefejezése után a birtokot Draschkovitsch Miklós vette volna meg az udvartól, de mivel kifizetni nem tudta, a későbbi nádor, Esterházy Pálé lett.
1682-ben Széchényi György érsek zálogba vette Esterházy Páltól a kastélyt a hozzá tartozó földekkel és majorokkal együtt, így lett Széplak a Széchényiek lakhelye másfél évszázadon át. A család, amelynek neve Széchényi Ferenc óta összeforrt a magyar történelemmel, a falut kultúrközponttá alakította – gyakran jártak itt neves politikusok, zenészek stb. A Fertőmellék legnagyobb és leggazdagabb települése volt.
A kuruc háborúk idején, 1709-ben a falu sok kárt szenvedett, két évvel később a német seregek szálláshelye volt. A 18. század közepén az addig tiszta magyar faluba sok német költözött. 1736-ban kamalduliakat telepítettek le az alsó kastélyba a kálvária gondozására, és ők egészen II. József rendeletéig itt is maradtak. Segédkezni soproni franciskánusok jártak ki, az egyházi ruhákat egy soproni remete javította. Az Esterházyak a birtokot 1771-ben váltották vissza; valószínűleg ezután alakították át a kastélyt magtárrá.
1742-1784 között a Fertő vízszintje jelentősen megemelkedett, elöntötte az alacsonyabban fekvő területeket. A termés kiesése tovább rontotta a jobbágyok szűkös életkörülményeit. Többnyire halászattal és pákászattal foglalkoztak, szegényes viskókban éltek.
Az 1848-49-es szabadságharc idején a falu népe Kossuth Lajos mellé állt; Jaksics György vezetésével nemzetőrséget alakítottak. A szabadságharcban nyolcan veszítették életüket.
1880-ban felépül a téglagyár.
A XIX. század közepén megjelent lexikon szerint „a községnek jó termésű földje van, szép szarvasmarhát és sok ludat tart, náddal bővelkedik.” Ferszéplak Eszterházával közösen 1889-ben készítette el az önkéntes tűzoltóegylet alapszabályát. A társasági élet igénye hozta létre a különféle egyesületeket: 1906-ban a Gazdasági Egyesületet, 1908-ban a Katolikus Ifjúsági Egyesületet, 1925-ben a Levente Egyesületet, 1928-ban az iparosok társaskörét, 1939-ben a Katolikus Agrárifjúsági Legényegyletet és 1943-ban a Gazdakört.
1945-ben a földosztó bizottság 263 főnek 722 kh. földet osztott szét. 1949-ben alakult az első termelőszövetkezet, amely 1956-ban feloszlott, majd 3 évvel később 250 taggal újjászerveződött. Szőlőt és gyümölcsöst telepítettek, a Fertő szikes területein pedig rét- és legelőgazdálkodást folytattak.
A 100–250 embert foglalkoztató téglagyárat 1948-ban államosították.
Egy Széplaki harang kalandos története
A honfoglalás előtti időkben a Fertő még lakott terület volt. Egy két kisebb tócsát kivéve száraz volt a tófenék, ezért a németek szép falvakkal népesítették be a medret. Szt. Jakab volt a legelőkelőbb közöttük. Az ott élők a templom két kis harangjára voltak a legbüszkébbek. Aztán jött a honfoglalás. A hunoktól való félelem miatt drágaságaikat a fölf mélyébe rejtették. Ám a vitéz magyarok nemcsak megérkeztek, hanem le is telepedtek. Színmagyarok lakták a ezentúl a Fertő déli részeit, s magyarrá lett Jakabfalva is.
A XVI. században azonban a szeszélyes Fertő ismét elkezdett háborogni, s a medrébe épült szép magyar falvakat egymás után eltemette. A száraz esztendőkben is inkább gazdasági célokra használták ki a fölszabaduló területeket. 
Leginkább kaszálók és legelők voltak itt. Egyszer egy különös dolog történt. Az egyik markos rábaközi legény kaszája valami kemény tárgyba ütődött.. És mit húztak ki a süppedékes talajból? a Jakabfalvi kis harangot. Így került szép csendben a bogyoszlói templom tornyába. Nemsokára az egyik széplaki pásztor észrevette, hogy bivalybikája szarvaival valamit hömpölyget. Ez is harang volt, kétmázsás ép harang.
Bizonyára ez volt a jámbor jakabfalviak nagyobbik harangja. Ezt már széplakiak szállították nagy diadallal ősi plébániájukhoz. 
A történet valódiságát bizonyítja egy 1917-ben íródott forrás melyet dr. Sass Béláné adott a honismereti szakkörnek. Eszerint Fertőszéplak 1917-ben kölcsönadta Sarródnak a Fertőből előkerült harangot. 
Sajnos az írás az írás ellenére az I. világháborúban ezt beolvasztották, így csak kalandos története maradt fenn.

## Idegen elnevezései
A település német neve Schlippach am See. Horvátul két neve van: a kópházi horvátok által használt Siplak és a hidegségi horvátok által használt Siplaka.

## Közélete

### Polgármesterei
- 1990–1994: Horváth Imre (KDNP)[5]
- 1994–1998: Horváth Imre (független)[6]
- 1998–2002: Bozsvári István (független)[7]
- 2002–2004: Bozsvári István (független)[8]
- 2004–2006: Bozsvári István (független)[9]
- 2006–2010: Bozsvári István (független)[10]
- 2010–2014: Kóbor Attila (Fidesz-KDNP)[11]
- 2014–2019: Kóbor Attila (Fidesz-KDNP)[12]
- 2019–2024: Kóbor Attila (Fidesz-KDNP)[13]
- 2024– : Kóbor Attila (Fidesz-KDNP)[1]

A településen 2004. szeptember 12-én időközi polgármester-választást (és képviselő-testületi választást) tartottak, az előző képviselő-testület önfeloszlatása miatt. A választás négy jelöltje között az addigi polgármester is elindult, és meg is nyerte azt (sőt egymaga megszerezte a szavazatok abszolút többségét).

## Gazdasága
A község területének nagy része mezőgazdasági termelésre alkalmas, amelyet napjainkban a Zöld Mező Tsz és néhány vállalkozó hasznosít. Korábban a falu lakosságának jó része a helyi téglagyárban és a téeszben dolgozott, de ezek ma már csak keveseknek adnak megélhetést. A szőlőművelés hagyományai fennmaradtak, de egyre kevesebben termelnek bort. A lakosság jelentős része a közeli városokba jár dolgozni, és naponta ingázik. A falu határában épült, higiéniai eszközöket gyártó és forgalmazó üzem csak kevés embernek nyújt munkát. A számítástechnikai - informatikai (szoftver) ipar, szolgáltatás és kereskedelem részben azért már megtelepült (1986), habár a VISZKBT (1998) a székhelye fenntartása és üzemeltetése mellett jelenleg főleg a telephelyének a kialakításával és beindításával foglalkozik. A jelenleg kizárólag az interneten keresztül a Bjsoft (1983) által terjesztett és forgalmazott TKR és Bjsoft szoftverek, rendszerek és szolgáltatások bárhonnét elérhetőek, habár jelenleg a legtöbb helyen "csak" magyar és angol nyelven.

## Kultúra
1950-ben elkészült a művelődési ház mozival és a ma már közel 6000 kötetes könyvtárral. Az igényeknek megfelelően számítás-technikai, német nyelvi terem és színpad is található az épületben. 1960-ban épült a tanácsháza (polgármesteri hivatal), az orvosi rendelő és az óvoda, majd a temetői ravatalozó és az új tűzoltó szertár. A falu iskolája annak idején 1854-ben épült egy tanteremmel, 1963-ban alig kilenc hét alatt építették fel az általános iskola felső tagozatosokat befogadó szárnyát. Az iskolát Széchényi Ferencről nevezték el. 1964-ben minden házban kigyulladt a villany.
1967-ben befejeződött az új postahivatal és a sportpálya építése.

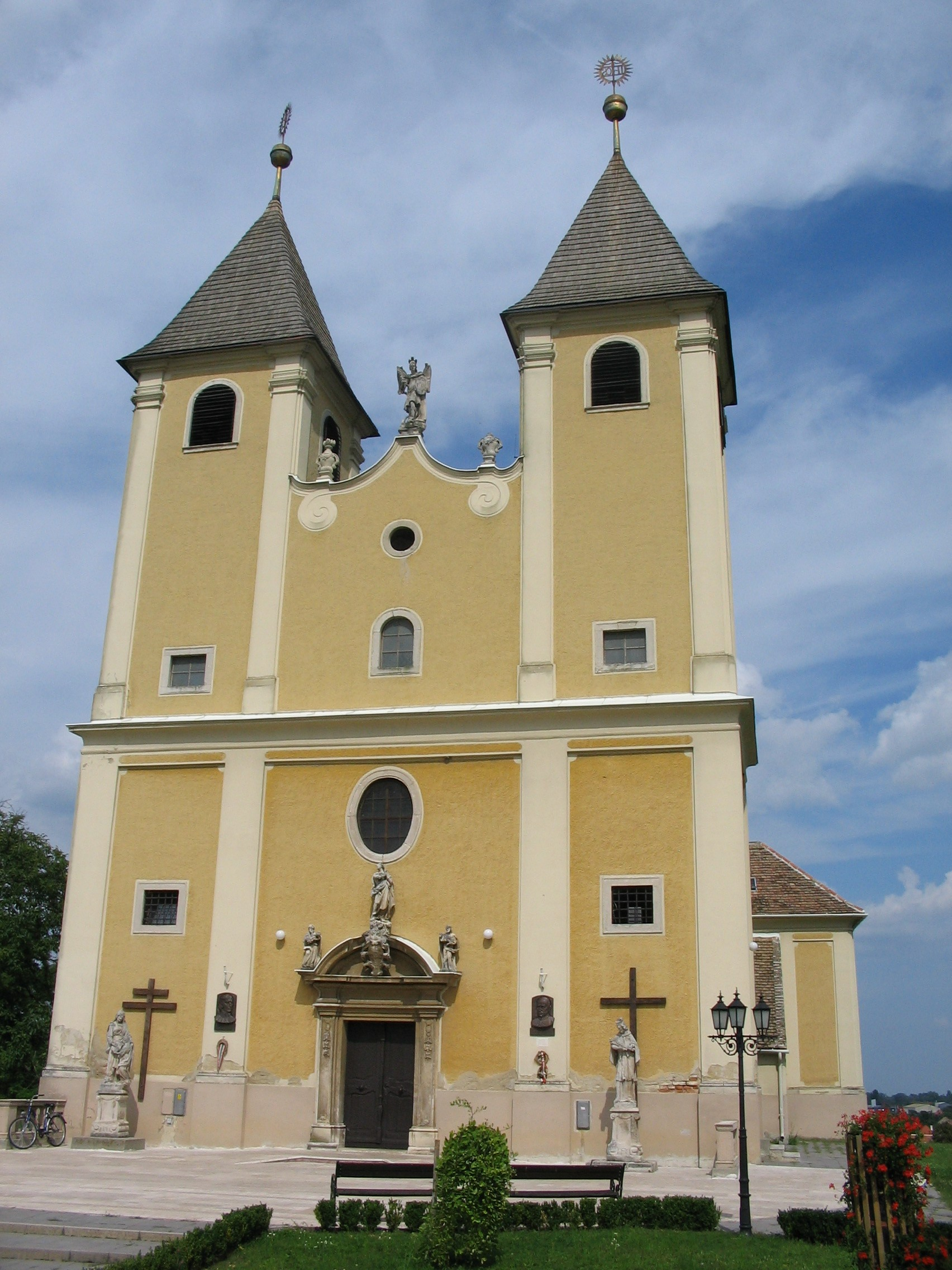
A templom homlokzata Széchényi Ferenc és Mindszenty József emléktáblájával

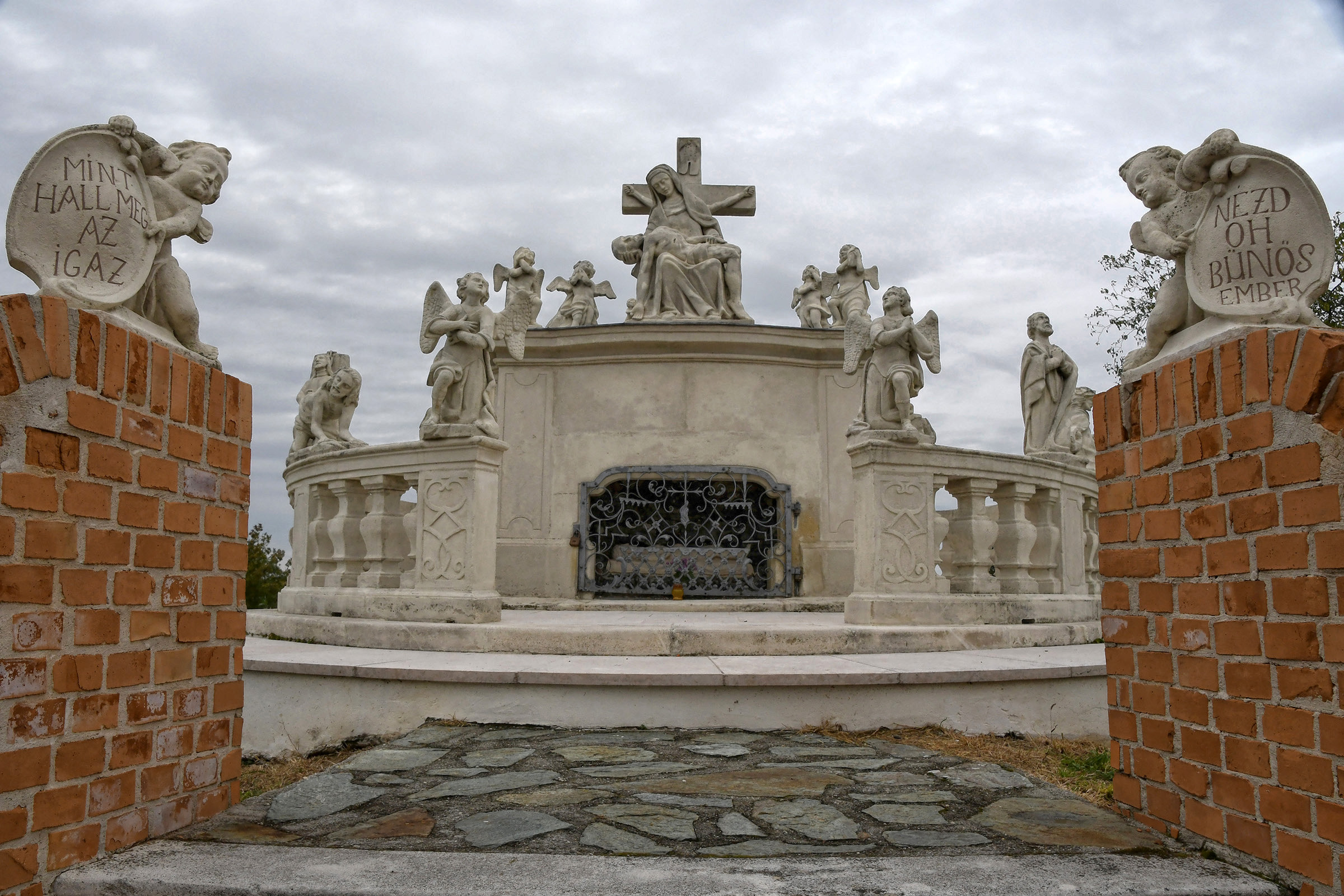
A Szent Sír-szoborcsoport és kálvária

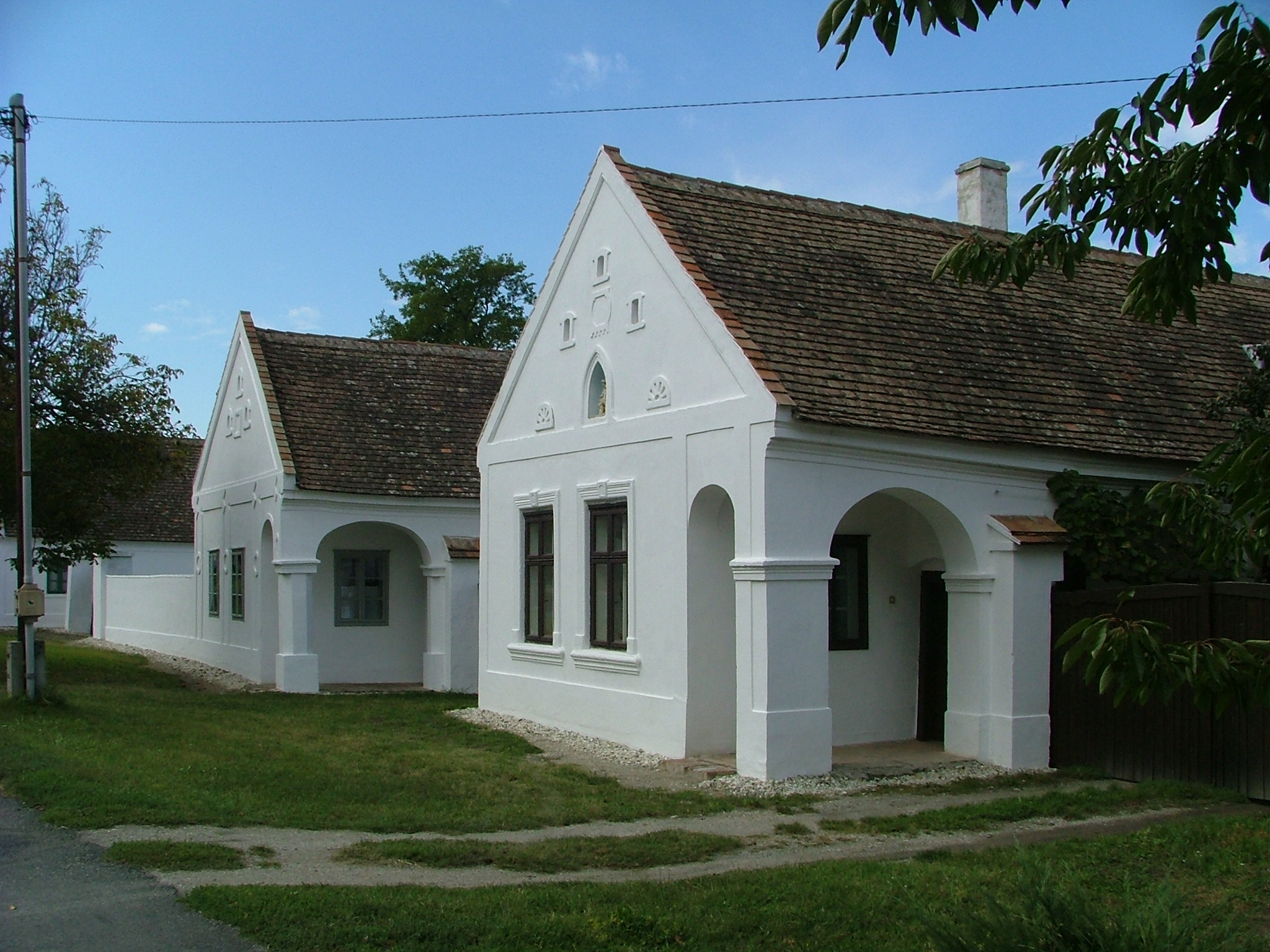
A falumúzeum

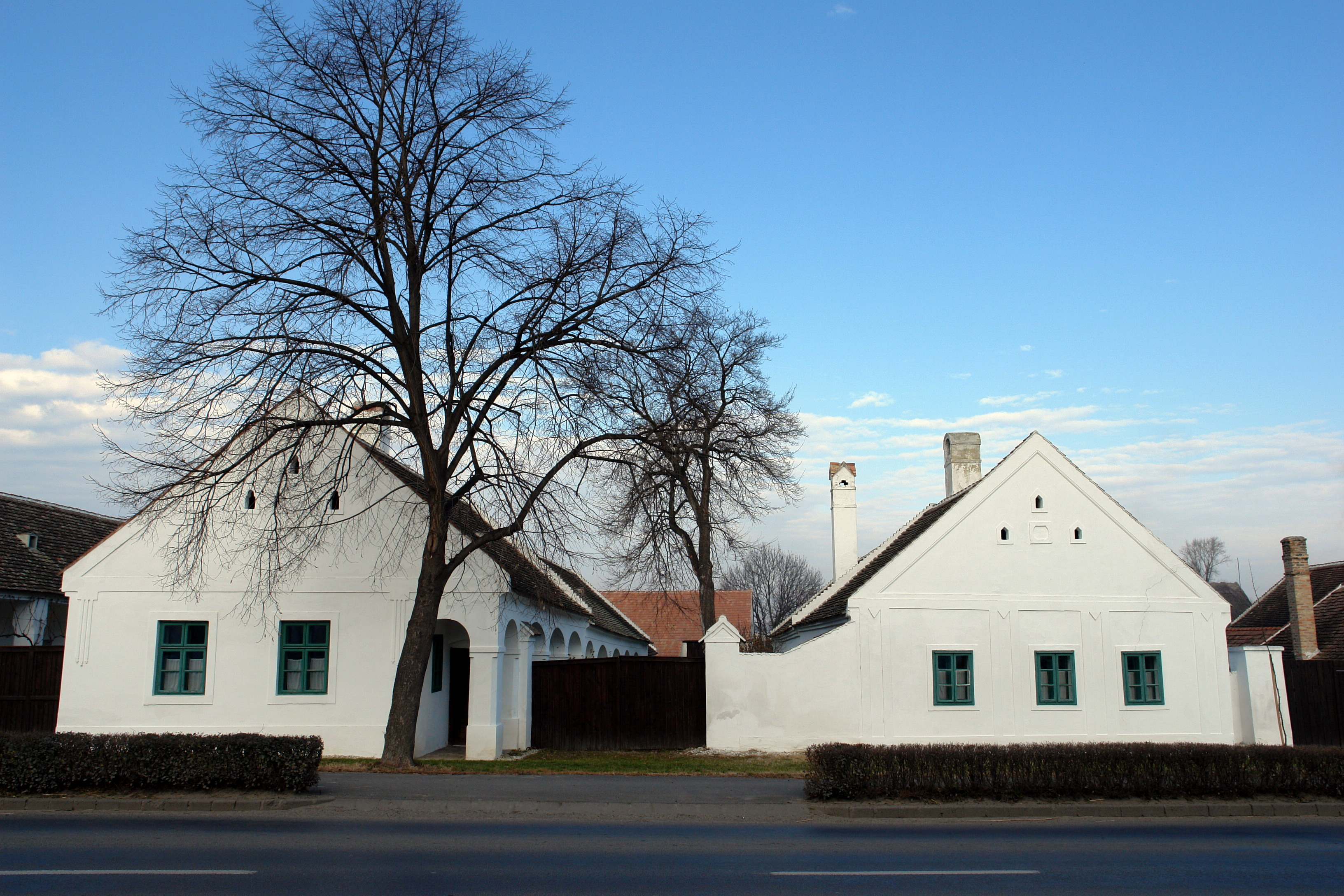

Az I. és a II. világháborúban elesettek emlékhelye a Hősök Ligetében látható.
A község útjainak többsége szilárd burkolatú. Az ivóvízhálózat kiépült, a vezetékes gázellátottság 65%-os. Megoldott a szennyvízelvezetés és a szemétszállítás, az elmúlt években kiépült a telefonhálózat és a kábeltévé-hálózat.
Fertőszéplak három alapítványa szociális és karitatív feladatokat támogat. A falu az 1970-es évektől Fertőd társközsége volt, önállóságát 1990-ben nyerte vissza. A helyi önkormányzat támogatja a munkahelyeket teremtő vállalkozásokat. Célul tűzte ki, hogy a földrajzi adottságokat és a gazdag kulturális örökséget kihasználva fellendítsék a falusi turizmust és az idegenforgalmat.

## Népesség
A település népességének változása:
| Lakosok száma | 1261 | 1266 | 1312 | 1382 | 1347 | 1346 | 1389 |
|               | 2013 | 2014 | 2015 | 2021 | 2022 | 2023 | 2024 |

A 2011-es népszámlálás során a lakosok 87,6%-a magyarnak, 0,2% bolgárnak, 0,2% cigánynak, 0,8% horvátnak, 3,5% németnek. 0,2% szlováknak, 0,2% ukránnak mondta magát (11,9% nem nyilatkozott; a kettős identitások miatt a végösszeg nagyobb lehet 100%-nál). A vallási megoszlás a következő volt: római katolikus 71,9%, református 1,4%, evangélikus 1%, görögkatolikus 0,2%, felekezeten kívüli 5,4% (19% nem nyilatkozott).
2022-ben a lakosság 92%-a vallotta magát magyarnak, 4,4% németnek, 0,7% románnak, 0,6% cigánynak, 0,2% ukránnak, 0,2% örménynek, 0,2% horvátnak, 0,1-0,1% lengyelnek, görögnek, bolgárnak és ruszinnak, 1,9% egyéb, nem hazai nemzetiségűnek (7,2% nem nyilatkozott; a kettős identitások miatt a végösszeg nagyobb lehet 100%-nál). Vallásuk szerint 53,8% volt római katolikus, 2,2% református, 0,9% evangélikus, 0,6% görög katolikus, 0,2% ortodox, 1,3% egyéb keresztény, 1,5% egyéb katolikus, 6,4% felekezeten kívüli (32,7% nem válaszolt).

## Látnivalók
- Római katolikus templom

Falusi méretekben hatalmas, kéttornyú templomot építettek az 1250 körül már állt templom helyére. A Mindenszentekről elnevezett templom alapkövét 1728-ban Széchenyi György tette le. Két tornya 1735-ben készült el, órát mindkettőre a bécsújhelyi Kőnig József szerelt fel. A fazsindelyes, barokk templom magasra húzott homlokzatát két erős torony fogja közre, ezeket tagolt párkány osztja ketté. A homlokzat közepén ajtó, felette a Széchényi-címer és a körszeletíves oromzaton Szent József, Keresztelő Szent János és Szűz Mária szobra áll. A 18. századból megmaradt az eredeti berendezés, különösen szép a gazdagon faragott szószék. Ritka érdekesség szent Peregeus, a lábfájósok védőszentjének mellékoltára.
A két toronyban összesen hat harang volt; az egyik, jelzés nélküli harangról a legenda azt tartja, hogy egy bika ásta ki a Fertő iszapjából. Szent Anna és Nepomuki Szent János szobra áll a templom előtt; mindkettő 1750 körül készült.
- A kálváriához díszes kapun át 21 lépcsőfok vezet fel.

Középen magas emelvényen Pietà, két oldalt síró angyalkák, mögötte feszület, Mária Magdolna és Szent János alakja látható. A bejárat két oldalán a közelmúltban helyezték el Széchényi Ferenc és Mindszenty József domborművű emléktábláját. A Szent Szívről elnevezett szoborcsoportot a községben lakó szobrász és restaurátor, Kovács György újította fel 2014-ben.
- Széchényi-kastély: itt született Széchényi Ferenc, a Magyar Nemzeti Múzeum alapítója.

A templommal szemben áll a volt Széchenyi-kastély két, merőleges szárnya. Kapuja félköríves, oldalt toszkán félpillérekkel. Az udvari belső oldalfalon olvasható a Széchenyiek jeligéje „Ha Isten vezet, nem lesz hiányom semmiben”
- Falumúzeum

A Porpáczy Aladár Általános Művelődési központ kezelésében lévő Falumúzeum a falu néprajzi hagyományait, berendezési tárgyait, lakóinak életmódját a  mutatja be. Az öt házból álló, szép, egységes, fűrészfogas beépítésű utcasor a Kisalföld népi építészetének remeke.
- Vasúti lámpamúzeum

Az ország kevés magánmúzeumának egyikét, Haragovics József  22 ország 251 vasúti lámpát felvonultató gyűjteményét a látogatók egy, a múlt század elején épült tornácos parasztházban tekinthetik meg.

## Nevezetes emberek

### Itt született
- Csiszár Jenő (1959) médiaszemélyiség
- Széchényi Ferenc (1754) államférfi, könyvtár- és múzeumalapító, Somogy vármegye főispánja, királyi főkamarásmester, aranygyapjas lovag, királyi küldött és biztos, Széchenyi István édesapja

### Híres lakója
- Kovács György szobrász, restaurátor